# Präsidentschaftswahl in Tschechien 2023

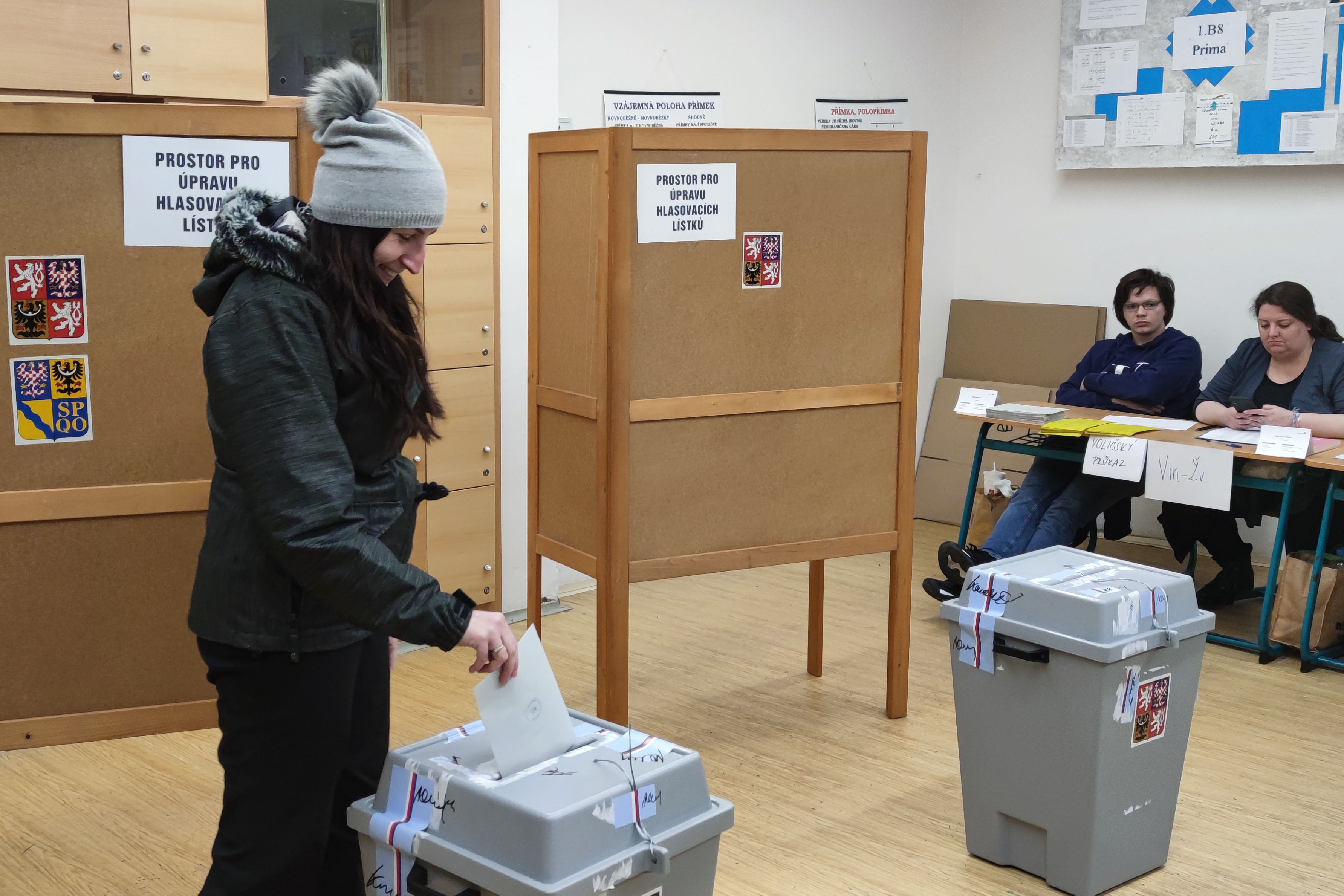
Stimmabgabe in einem tschechischen Wahllokal

Die erste Runde der Präsidentschaftswahl in Tschechien 2023 fand am 13. und 14. Januar statt. Es war die dritte direkte Wahl des tschechischen Staatsoberhauptes. Am 27. und 28. Januar 2023 folgte die Stichwahl zwischen den beiden bestplatzierten Kandidaten, Petr Pavel und Andrej Babiš. Dabei wurde Pavel  mit 58,3 Prozent der Stimmen zum neuen Staatspräsidenten gewählt.
Die Amtszeit des amtierenden Präsidenten Miloš Zeman endete am 8. März 2023.

## Kandidaten
Zur Zulassung zur Wahl mussten Kandidaten vor der Wahl Unterstützungsunterschriften von 50.000 Wahlberechtigten, 20 Mitgliedern des Abgeordnetenhauses oder zehn Senatoren vorgelegt haben, und mindestens 18 Jahre alt sowie tschechische Staatsbürger sein.
Die Kandidaten mussten ihren Antrag bis zum 8. November 2022 beim tschechischen Innenministerium einreichen. Die endgültige Liste der zugelassenen Kandidaten wurde nach Prüfung der Vorgaben am 25. November 2022 veröffentlicht. Insgesamt reichten 21 Bewerber eine Bewerberliste zur Registrierung beim Innenministerium fristgerecht ein. 13 Kandidatenlisten wurden als unzureichend abgelehnt, darunter eine verspätet eingereichte Bewerbung, 9 Kandidaten wurden zugelassen. Alphabetische Liste der vom Innenministerium am 25. November 2022 zugelassenen Kandidaten: Andrej Babiš, Jaroslav Bašta, Pavel Fischer, Marek Hilšer, Danuše Nerudová, Petr Pavel, Denisa Rohanová, Josef Středula und Tomáš Zima.
Einige der nicht zugelassenen Kandidaten reichten daraufhin Einspruch ein. Das Oberste Verwaltungsgericht entschied am 13. Dezember 2022, dass zusätzlich zu den nominierten Kandidaten der Unternehmer Karel Diviš aufgrund einer genügend großen Menge an Unterschriften zu berücksichtigen ist, hingegen die Vorsitzende des Tschechischen Schuldnerverbands (Česká asociace povinných, ČAP) Denisa Rohanová wegen Unterschriften von ehemaligen Abgeordneten nicht an der Wahl teilnehmen darf.
Von den neun Personen kandidieren sechs auf der Grundlage der Unterschriften von Abgeordneten oder Senatoren, drei erhielten die notwendige Anzahl von Unterschriften aus der Wählerschaft.
Am 8. Januar 2023 zog Středula seine Kandidatur zurück und sprach eine Wahlempfehlung für Nerudová aus.
Liste der Kandidaten in der von der Wahlkommission ausgelosten Reihenfolge:
| Nr. | Name (Alter am 1.1.2023) | Name (Alter am 1.1.2023)   | Partei                  | Unterstützende Parteien | Vorschlagende                 | Tätigkeit |
| --- | ------------------------ | -------------------------- | ----------------------- | ----------------------- | ----------------------------- | --- |
| 1.  | Pavel Fischer            | Pavel Fischer (57 Jahre)   | parteilos               | SPOLU                   | 30 Senatoren                  | Politiker und Diplomat, Senator, ehemaliger Botschafter in Frankreich.                                                                                                 |
| 2.  | Jaroslav Bašta           | Jaroslav Bašta (74 Jahre)  | SPD, zuvor ČSSD und BOS | SPD                     | 20 Abgeordnetenhausmitglieder | Politiker und Diplomat, Abgeordnetenhausmitglied, ehemaliger Minister ohne Geschäftsbereich.                                                                           |
| 4.  | Petr Pavel               | Petr Pavel (61 Jahre)      | parteilos, zuvor KSČ    | SPOLU                   | 81.083 Unterschriften         | Soldat (im Rang eines Generals), ehemaliger Vorsitzender des NATO-Militärausschusses und ehemaliger Chef des Generalstabs der Streitkräfte der Tschechischen Republik. |
| 5.  | Tomáš Zima               | Tomáš Zima (56 Jahre)      | parteilos, zuvor KSČ    |                         | 13 Senatoren                  | Arzt und Biochemiker, ehemaliger Vorsitzender der Tschechischen Rektorenkonferenz, Rektor der Karls-Universität und Dekan der 1. Medizinischen Fakultät.               |
| 6.  | Danuše Nerudová          | Danuše Nerudová (43 Jahre) | parteilos               | SPOLU                   | 82.413 Unterschriften         | Ökonomin und Pädagogin, ehemalige Rektorin der Mendel-Universität Brünn.                                                                                               |
| 7.  | Andrej Babiš             | Andrej Babiš (68 Jahre)    | ANO, zuvor KSS          | ANO                     | 56 Abgeordnetenhausmitglieder | Politiker und Unternehmer, Abgeordnetenhausmitglied, ehemaliger Ministerpräsident und Finanzminister.                                                                  |
| 8.  | Karel Diviš              | Karel Diviš (46 Jahre)     | parteilos               |                         | 50.072 Unterschriften         | Software-Unternehmer, Ökonom, Mathematiker und Sportreporter. |
| 9.  | Marek Hilšer             | Marek Hilšer (46 Jahre)    | parteilos               |                         | 13 Senatoren                  | Arzt, Pädagoge, Wissenschaftler, Senator. |

In den Wahlunterlagen berücksichtigte Person, die von der Kandidatur zurücktrat:
| Nr. | Name (Alter am 1.1.2023) | Name (Alter am 1.1.2023)  | Partei    | Unterstützende Parteien | Vorschlagende | Tätigkeit                                                                        |
| --- | ------------------------ | ------------------------- | --------- | ----------------------- | ------------- | -------------------------------------------------------------------------------- |
| 3.  | Josef Středula           | Josef Středula (55 Jahre) | parteilos | Präsident Miloš Zeman   | 11 Senatoren  | Gewerkschafter, Vorsitzender der Böhmisch-mährischen Gewerkschaftskonföderation. |

## Umfragen

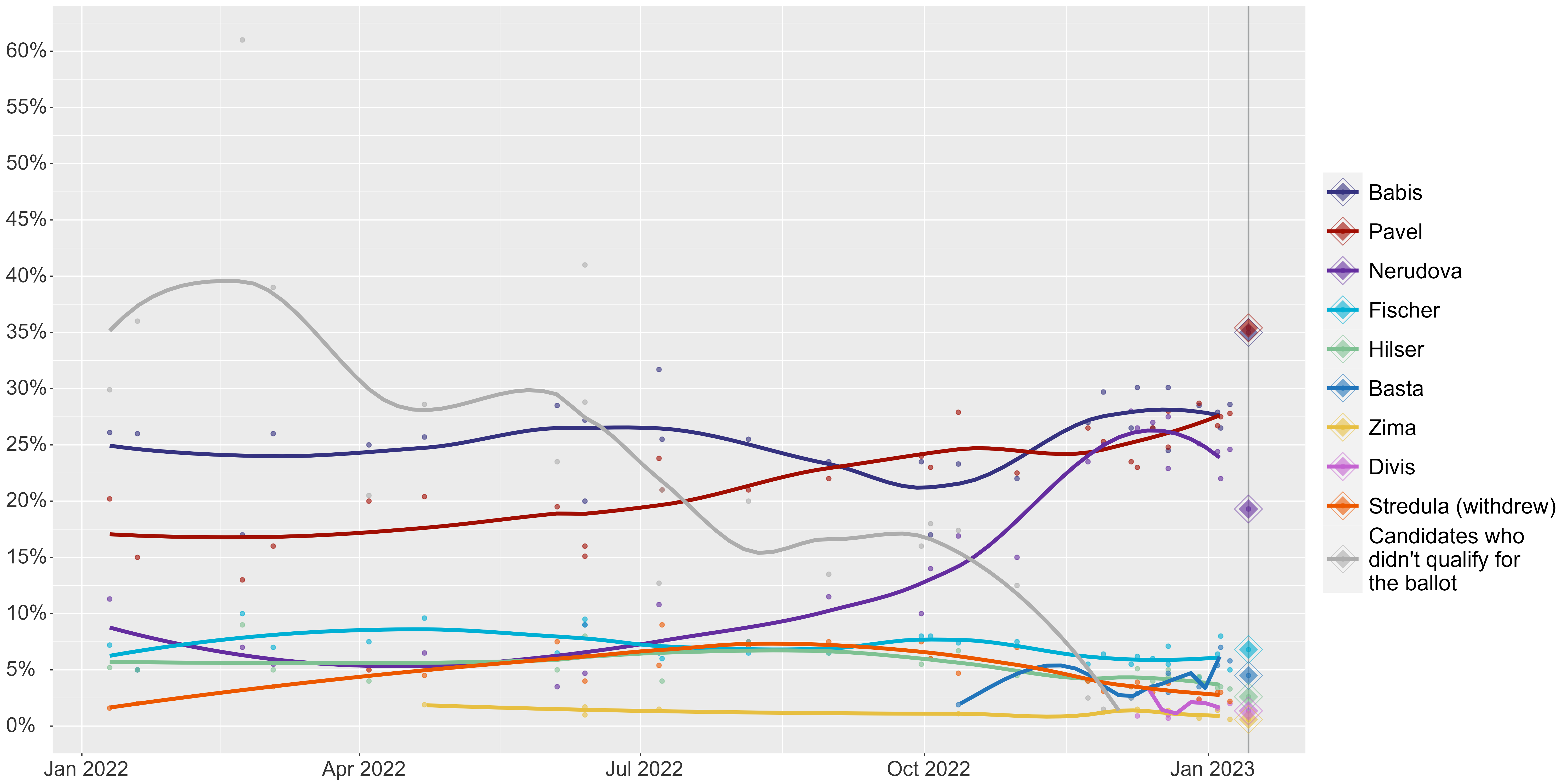
1. Wahlgang
2. Wahlgang

## Die Wahl

### Erster Wahlgang
Der Wahltermin wurde am 27. Juni 2022 vom Vorsitzenden des Senats Miloš Vystrčil bekannt gegeben. Im ersten Wahldurchgang am 13. und 14. Januar 2023 lag Petr Pavel mit 35,4 % der Stimmen knapp vor Andrej Babiš (34,99 %). Auf Platz drei landete mit etwa 14 % die einzige Frau, Danuše Nerudová. Die Wahlbeteiligung lag bei rund 68 Prozent.

### Zweiter Wahlgang
Da kein Kandidat in der ersten Runde die absolute Mehrheit erreicht hatte, fand am 27. und 28. Januar 2023 eine Stichwahl zwischen Babiš und Pavel statt. Die unterlegenen Kandidaten Nerudová, Fischer, Hilšer, Diviš sowie Zima riefen zur Stimmenabgabe für Pavel auf.
Mit mehr als 58 Prozent der abgegebenen, gültigen Stimmen konnte Pavel die Stichwahl klar gewinnen und wird daher am 9. März 2023 der nächste Präsident der Tschechischen Republik.
Mit über 70 Prozent war die Wahlbeteiligung bei der Stichwahl die bisher höchste bei einer tschechischen Präsidentenwahl.

## Ergebnis
| Kandidaten               | Parteien                   | 1. Wahlgang | 1. Wahlgang | 2. Wahlgang | 2. Wahlgang |
| Kandidaten               | Parteien                   | Stimmen     | %           | Stimmen     | %           |
| ------------------------ | -------------------------- | ----------- | ----------- | ----------- | ----------- |
| Petr Pavel               | Parteilos                  | 1.975.056   | 35,4        | 3.358.926   | 58,3        |
| Andrej Babiš             | ANO 2011                   | 1.952.213   | 35,0        | 2.400.271   | 41,7        |
| Danuše Nerudová          | Parteilos                  | 777.080     | 13,9        |             |             |
| Pavel Fischer            | Parteilos                  | 376.705     | 6,8         |             |             |
| Jaroslav Bašta           | Svoboda a přímá demokracie | 248.375     | 4,5         |             |             |
| Marek Hilšer             | Marek Hilšer do Senátu     | 142.912     | 2,6         |             |             |
| Karel Diviš              | Parteilos                  | 75.475      | 1,4         |             |             |
| Tomáš Zima               | Parteilos                  | 30.769      | 0,6         |             |             |
| Gesamt                   | Gesamt                     | 5.578.585   | 100         | 5.759.197   | 100         |
|                          |                            |             |             |             |             |
| Ungültige Stimmen        | Ungültige Stimmen          | 48.239      | 0,9         | 30.855      | 0,5         |
| Wähler                   | Wähler                     | 5.626.824   | 68,2        | 5.790.052   | 70,2        |
| Wahlberechtigte          | Wahlberechtigte            | 8.245.962   |             | 8.242.566   |             |
|                          |                            |             |             |             |             |
| Quelle: Statistický úřad |                            |             |             |             |             |